# منظمة الاختبار المستقلة
منظمة الاختبار المستقلة هي إما منظمة أو شخص أو شركة تختبر المنتجات أو المواد أو البرامج وما إلى ذلك، وفقًا للشروط المتفق عليها. ومن الممكن أن تكون منظمة الاختبار تابعة للحكومة أو الجامعات أو تكون بمثابة معمل اختبار مستقل. وتعتبر مستقلة لأنها غير تابعة لأي مُنتج أو مستخدم للعناصر الجاري اختبارها: لا يوجد أي تحيز تجاري. وتُعرف مرافق «الاختبار المتعاقد عليه» أحيانًا باسم مرافق اختبار أو تقييم تابعة «لجهة خارجية».

## الانضمام إلى منظمات الاختبار
يقوم العديد من الموردين أو البائعين بتقديم بعض الاختبارات الكيماوية والاختبارات الفيزيائية والاختبارات البرمجية كخدمة مجانية للعملاء. ومن الطبيعي أن تشارك الشركات التجارية الموردين حسني السمعة: قام العديد من الموردين بالتصديق على أنظمة إدارة الجودة مثل أيزو 9000 أو السماح للعملاء بإجراء مراجعات تقنية وأخرى متعلقة بالجودة. وتمت مشاركة بيانات من الاختبار بشكل عام. وهناك أحيانًا مخاطر تتمثل في أن يميل اختبار المورد إلى أن يكون خادمًا لمصلحة ذاتية وغير محايد تمامًا.
وغالبًا ما يكون لدى الشركات الكبرى طاقم موظفين متخصصين ومعمل لمرافق الاختبار. ويكون مهندسو الشركات على دراية كاملة بمنتجاتهم وقدرات التصنيع ونظام اللوجستيات وعملائهم. وقد تم توثيق تخفيض تكلفة المنتجات الموجودة حاليًا وتجنب تكلفة المنتجات الجديدة.
ويتمثل الخيار الآخر في استخدام استشاريين ومقاولين مستقلين ومعامل اختبار خاصة بجهة خارجية. ويتم اختيارهم عادةً من أجل الحصول على خبرة متخصصة، أو الوصول إلى معدات اختبار معينة، أو مشروع الاستجابة الميدانية المستفيضة، أو حيثما يكون إجراء اختبار مستقل مطلوبًا. فالعديد لديهم شهادات واعتمادات: أيزو 9000 أيزو/آي إي سي 17025 ومختلف الوكالات المنظمة.

## الأغراض
ربما توجد مجموعة متنوعة من الأغراض تتعلق بالاختبار المستقل، والتي من بينها على سبيل المثال:
- تحديد ما إذا كان يتم استيفاء متطلبات مواصفات أو لوائح تنظيمية أو عقد أو التحقق من ذلك
- تحديد ما إذا كان برنامج تطوير منتج جديد قيد التنفيذ: توضيح إثبات المفاهيم
- توفير بيانات قياسية للوظائف العلمية والهندسية وضمان الجودة
- التحقق من صحة ملاءمتها للاستخدام النهائي
- توفير أساس للاتصالات التقنية
- توفير وسائل مقارنة تقنية بين العديد من الخيارات
- تقديم الأدلة في الإجراءات القانونية:: الطب الشرعي ومسؤولية الإنتاج ووبراءات الاختراع ومطالبات المنتج، وما إلى ذلك.
- المساعدة في حل المشكلات المتعلقة بالمنتجات أو الخدمات الحالية
- المساعدة في تحديد وفورات التكاليف المحتملة في المنتجات أو الخدمات

## معايير الصناعة
يتوفر الكثير من المعايير التقنية التي من الممكن أن تستخدمها المنظمات في تقييم المنتجات والخدمات. وتنشر الجهات التنظيمية طرق الاختبار أو من الممكن تضمينها في المواصفات أو العقود. كما تنشر منظمات المعايير الدولية طرق الاختبار: 
- المنظمة الدولية للمعايير، أيزو
- الجمعية الأمريكية لاختبار المواد
- اللجنة الأوروبية لتوحيد المقاييس. المركز
- معايير عسكرية
- وما إلى ذلك.

### البرامج
يكون تكامل نموذج نضوج المقدرة (CMMI)، على سبيل المثال في استخدام البرامج، هو نهج تحسين العملية التي «تقدم للمنظمات العناصر الأساسية للعمليات الفعَّالة». وهناك مستويات عديدة من الممكن الوصول إليها ضمن تكامل نموذج نضوج المقدرة، يتمثل أعلاها في المستوى رقم 5. إن الوصول إلى مستوى الشهادة هذا يؤكد على أن ممارسات المنظمة نموذجية.
لقد تم تصميم نموذج نضوج الاختبار ليكمل تكامل نموذج نضوج المقدرة، وهو يستند إلى أفضل الممارسات الصناعية. ويتمتع نموذج نضوج الاختبار بوجود مكونين أساسيين ألا وهما، أولًا؛ مجموعة تتألف من 5 مستويات تحدد قدرات الاختبار التي تغطي أهداف النضوج، والأهداف الفرعية والأنشطة، والمهام والمسؤوليات، وثانيًا نموذج تقييم يتألف من استبيان نضوج وإجراء تقييمي.
كما يوجد نموذج تحسين عملية الاختبار من مجموعة سوغيتي. ويدعم هذا تحسين عمليات الاختبار عن طريق البحث في 20 مجالًا أساسيًا وتضمين العديد من المستويات المختلفة فيه من أجل تمكين إمعان النظر في حالة المجالات الرئيسية. وحتى يتسنى استيفاء المعايير المنصوص عليها في الإرشادات التوجيهية لأفضل الممارسات، يجب أن تتعهد وتلتزم المنظمات بتنفيذ العمليات، فضلاً عن استثمار الوقت والأموال لإتمامها حسبما تم تحديده في تلك الإرشادات التوجيهية.
وعادةً، يكون لدى الشركات فريق اختيار صغير يعمل على تنسيق نشاط الاختبار بالكامل. وخلال دورة الاختبار، يكتمل فريق الاختبار بالمطورين المتاحين بسهولة.

## إيجابيات الاختبار المستقل
- لا يوجد أي تحيز تجاري: تتسم تقارير الاختبار بالمزيد من المصداقية.
- غالبًا ما تكون المهلة الزمنية لنشاط الاختبار أقل كثيرًا، وذلك لأن المعمل المستقل متخصص في الاختبار فحسب
- وغالبًا ما يكون لدى المنظمات المستقلة مرافق متخصصة متوافقة مع المعايرة الحالية
- غالبًا ما يتمتع الأفراد بخبرة وأوراق اعتماد وشهادات وتفويضات ممتازة.[1][2]

## سلبيات الاختبار المستقل
- تكاليف اختبار التعاقد
- المختبرون المستقلون ليسوا على علم بطبيعة المنتج أو الخدمة أو العميل فضلاً عن المُنتج أو المطور. الحاجة إلى تنسيق دقيق.